# Ray Beck
Pour les articles homonymes, voir Beck.
(en) Statistiques sur pro-football-reference
Ray Beck, né le 17 mars 1931 à Bowdon (Géorgie) et mort le 10 janvier 2007, est un joueur de football américain de la NFL.

## Biographie
Sous les couleurs universitaires des Georgia Tech Yellow Jackets, Ray Beck est déterminant surtout lors de la saison 1951 conclue par une victoire à l'Orange Bowl le 1er janvier 1952. Il fut introduit au College Football Hall of Fame en 1997 pour ces performances.
Après avoir élu meilleur guard du pays par les journalistes et les entraineurs, il est drafté par les Giants de New York au second tour de choix de la franchise new yorkaise. Beck fait partie de l'équipe qui remporte le titre NFL en 1956. Il manqua les saisons 1953 et 1954 en raison de ses obligations militaires au cours desquelles il participa à la Guerre de Corée.